# Jandial
Jandial ist ein Tempel am Nordrand der Stadt Taxila in Pakistan. Etwa 650 m südlich von ihm liegt die Ruinenstadt Sirkap. Der Tempel ist zusammen mit anderen archäologischen Ausgrabungen im Raum Taxila seit 1980 Teil des  Weltkulturerbes der UNESCO.

## Architektur
Der Tempel wurde auf einem 45 Fuß hohen, künstlich aufgeschichteten Hügel in griechisch-ionischem Stil errichtet und bedeckt eine Fläche von 45 × 30 m. Er besteht aus einer Cella, einem Portikus und einem Opisthodom, in dem mehrere Stufen erhalten sind, die möglicherweise zu einer Treppe in einem Turm mit einem Leuchtfeuer gehörten. Die Mauern wurden aus Bruchsteinen errichtet und waren ursprünglich verputzt, wobei der Putz noch an einigen Stellen erhalten ist. Vor dem Tempel, der nach Süden hin ausgerichtet ist, sind die Basen von zwei Ionischen Säulen und zwei Pilastern aus grauem Sandstein zu sehen. Umgeben war er von einem 50 m langen Peristyl, dessen Fundamente gut erhalten sind.

## Geschichte
Der Tempel wurde vermutlich im 2. Jahrhundert v. Chr. erbaut und möglicherweise im 5. Jahrhundert n. Chr. bei einem Einfall der Hunnen zerstört. Es ist jedoch auch nicht auszuschließen, dass er bis ins 6. oder 7. Jahrhundert n. Chr. kultischen Zwecken diente und dann verfiel.
Die Ausgrabungen im Bereich des Tempels erfolgten 1912–13 und wurden von dem britischen Archäologen John Marshall geleitet.

## Jandial D
Etwa 50 m westlich des Tempels befinden sich auf einem weiteren künstlich angelegten Hügel (Mound D) die 1863–64 von Alexander Cunningham ausgegrabenen Fundamente eines weiteren Tempels, dessen Grundriss große Ähnlichkeiten zum Jandial aufweist, und der über 4 bis 6 Fuß dicke Wände, 9 × 15 Fuß große Innenräume und eine 58 Fuß breite und nach Süden offene Vorhalle verfügt. Zwischen den beiden Hügeln verlief möglicherweise die Handelsstraße nach Gandhara.

## Abbildungen

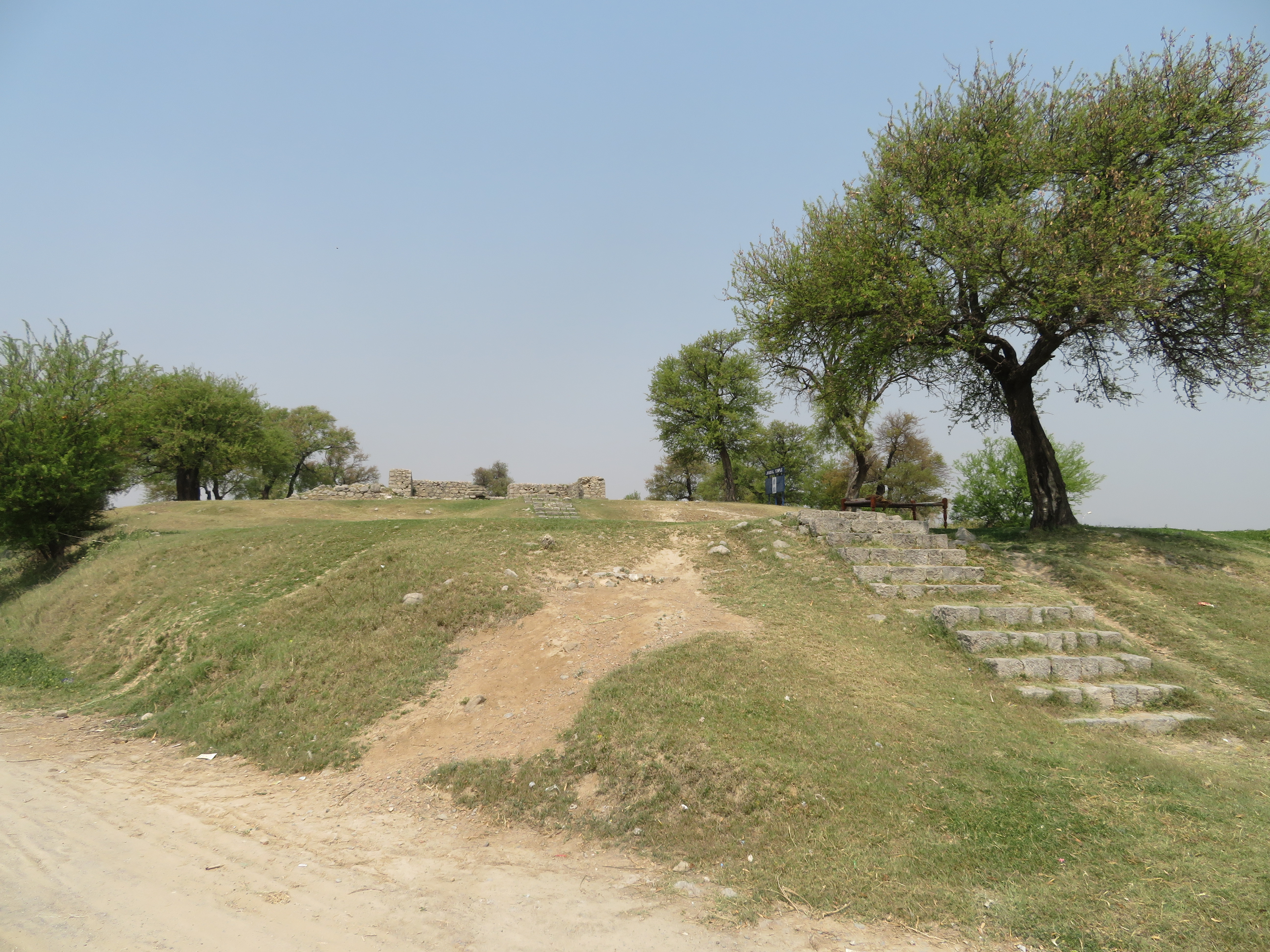
Gesamtansicht
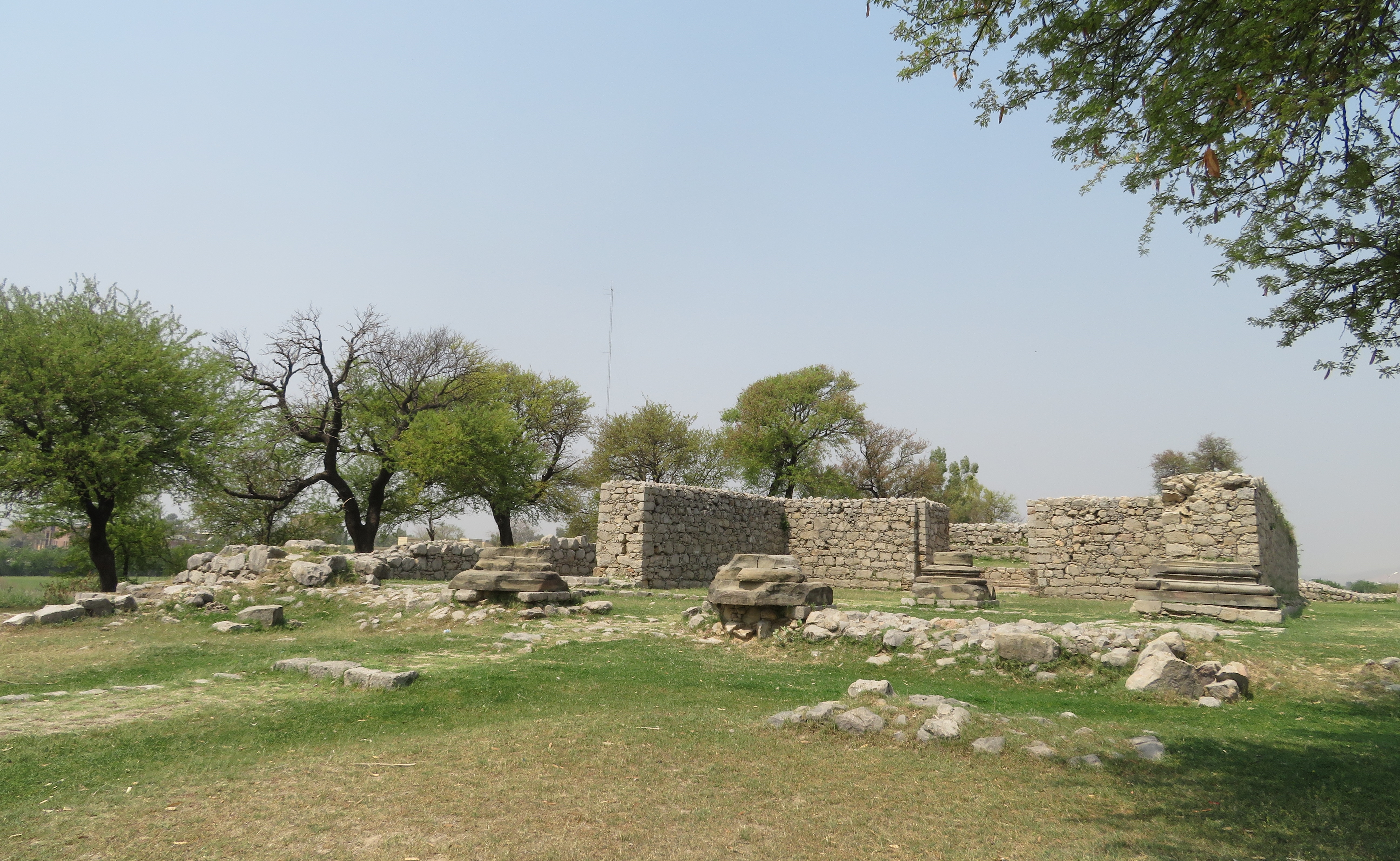
Gesamtansicht
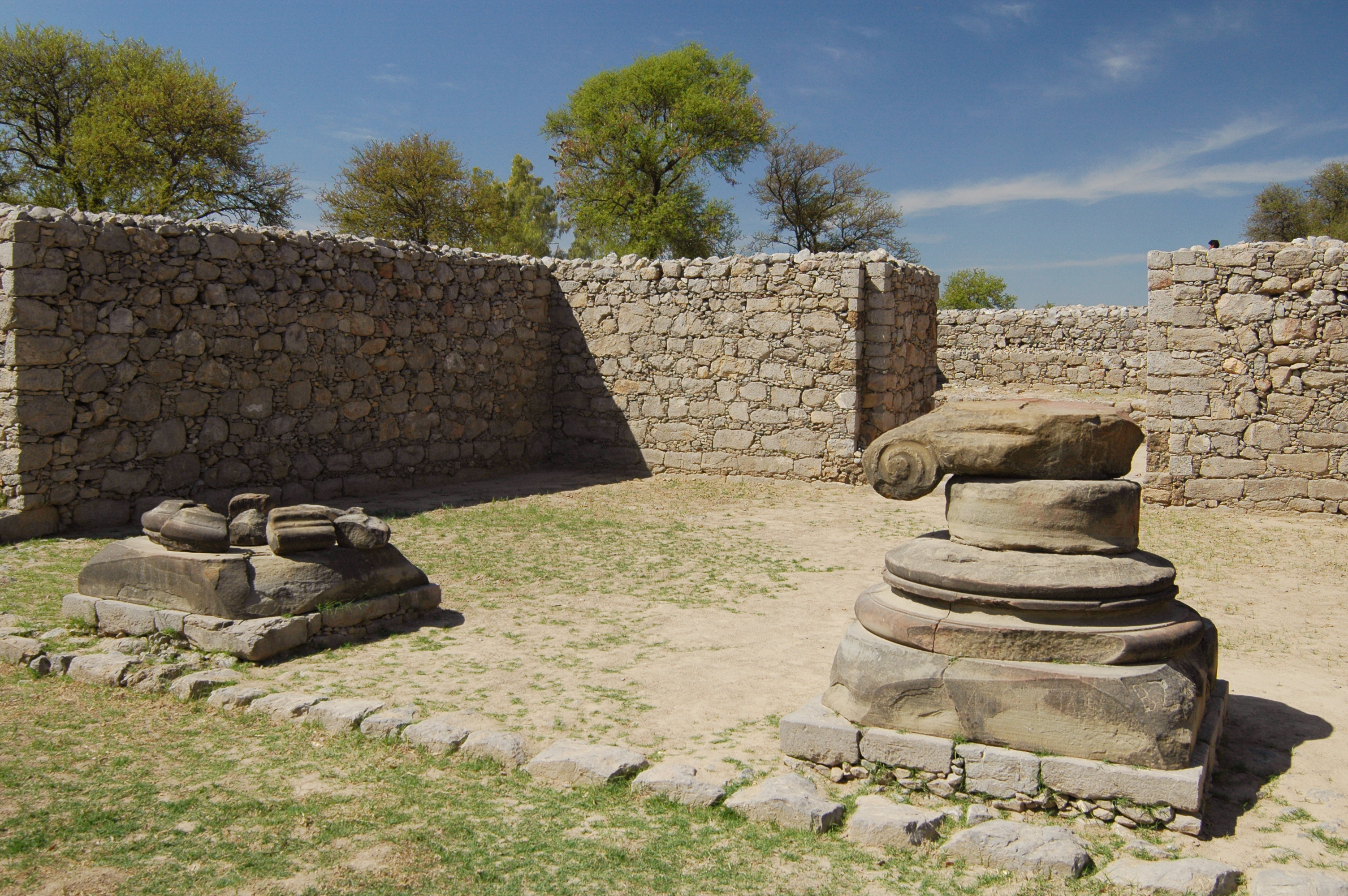
Vorhalle mit ionischen Säulen
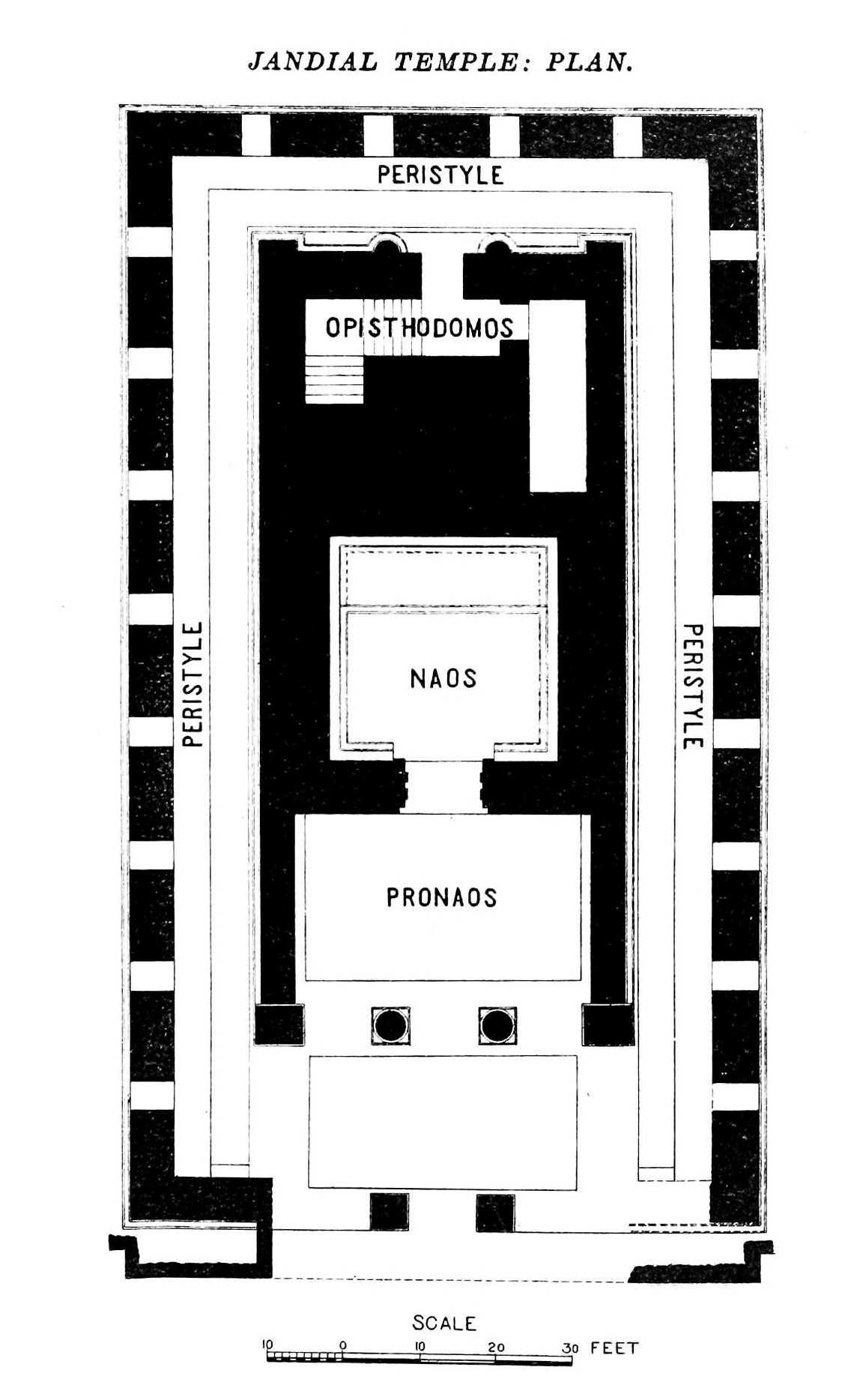
Jandial: Grundriss
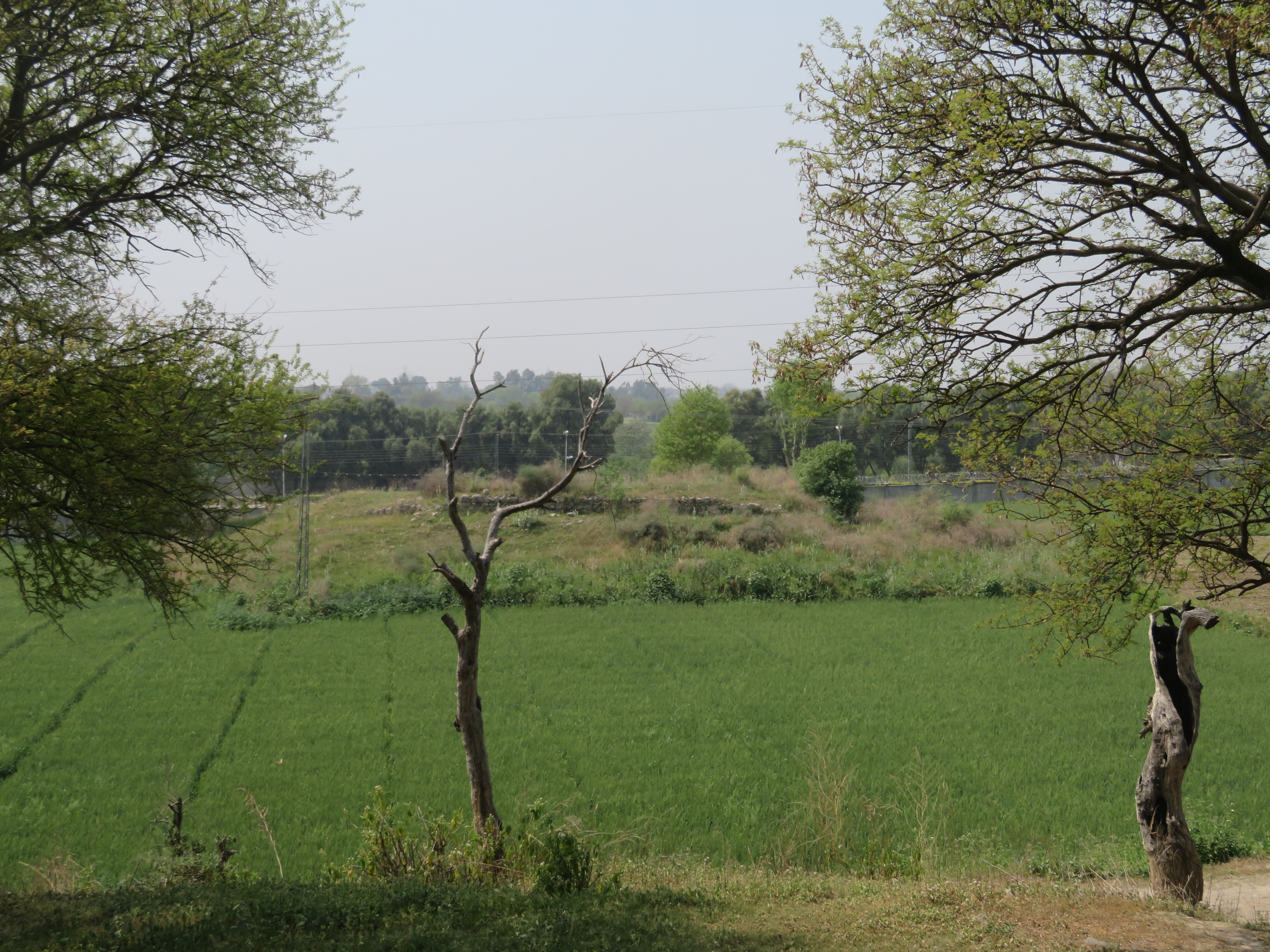
Tempelfundamente auf Hügel Mound D